# عقيد (الولايات المتحدة)
العقيد (بالإنجليزية: colonel)‏ في جيش الولايات المتحدة، مشاة البحرية، سلاح الجو والقوات الفضائية، هو أعلى رتبة ضابط عسكري ميداني.